# 보성 대원사 극락전
보성 대원사 극락전(寶城 大原寺 極樂殿)은 대한민국 전라남도 보성군 문덕면 죽산리, 대원사에 있는 건축물이다. 1981년 10월 20일 전라남도의 유형문화재 제87호로 지정되었다.

## 개요
천봉산 기슭에 있는 대원사는 백제 무령왕 3년(503)에 아도화상이 처음 지었다고 전한다. 통일신라시대에는 큰 사찰의 면모를 갖추었고, 고려 원종 원년(1259)에 다시 지었다. 그 후 조선시대에도 여러 차례 다시 짓거나 수리가 있었다.
지금 남아있는 극락전은 영조 33년(1757)의 대화재로 불타 없어진 것을 4년에 걸쳐서 다시 지은 것이다. 한국전쟁 때 대원사의 대부분 전각이 불탔으나 극락전은 보존되었으며, 1982년에 해체하여 복원하였다.
아미타불을 모신 극락전은 앞면 3칸·옆면 3칸의 규모이며, 사람인(人)자 모양의 단순한 맞배지붕집이다. 지붕 처마를 받치면서 장식을 겸하는 공포는 기둥 위와 기둥 사이에도 있는 다포식이다. 공포는 비교적 복잡한 형태를 이루고 있으며, 연꽃봉우리 등이 조각되어 있어 화려한 조선 후기의 특징을 잘 보여주고 있다.
다포식 건물이 일반적으로 팔작지붕집인데 반해, 이 건물은 맞배지붕으로 되어 있어서 특이하다.

## 참고 자료
- 대원사극락전 - 국가유산청 국가유산포털